# Spirama tenimberensis
Spirama tenimberensis là một loài bướm đêm trong họ Erebidae.